# Forrest Gregg
Pour les articles homonymes, voir Gregg.
Pro Football Hall of Fame 1977
(en) Statistiques sur pro-football-reference
Alvis Forrest Gregg, né le 18 octobre 1933 à Birthright (Texas) et mort le 12 avril 2019 à Colorado Springs (Colorado), est un joueur américain de football américain ayant évolué comme offensive tackle.

## Biographie
Forrest Gregg fit sa carrière universitaire aux SMU Mustangs de l'université méthodiste du Sud, puis fut recruté en 1956 à la 20e place (deuxième tour) par les Packers de Green Bay. Après quatorze saisons, il fit une dernière saison aux Cowboys de Dallas.
Il remportera de nombreux championnat (1961, 1962 et 1965) et les Super Bowls I, II et VI.
Il fut sélectionné neuf fois au Pro Bowl (1959, 1960, 1961, 1962, 1963, 1964, 1966, 1967 et 1968) et neuf fois en tant que All-Pro (1959, 1960, 1961, 1962, 1963, 1964, 1965, 1966 et 1967).
Il fait partie de l'Équipe NFL de la décennie 1960 et celle du 75e anniversaire de la NFL et a été intronisé au Pro Football Hall of Fame en 1977.
Après sa carrière de joueur, il entraîna des équipes de football américain.